# Marcus Antonius Gnipho
Marcus Antonius Gnipho z Galii (I wiek p.n.e.) – znany w Rzymie retor i gramatyk, nauczyciel Cycerona, Cezara oraz Lucjusza Atejusza Pretekstata noszącego przydomek Filolog. Autor dzieła De Latino sermone (O języku łacińskim).